# أزمة اللاجئين في جزيرة جيجو
أزمة اللاجئين في جزيرة جيجو (بالكورية: 제주 예멘 난민)‏ وهم اللاجئون اليمنيون، أقل من 552 معظمهم من الرجال، الذين سافروا إلى كوريا الجنوبية كسائحين، ثم طلبوا اللجوء في جزيرة جيجو خلال الفترة من 2016 إلى 2018. ويقيمون في الجزيرة بموجب تحديد وضع اللاجئ، مما أدى إلى جدل في كوريا الجنوبية.

## خلفية

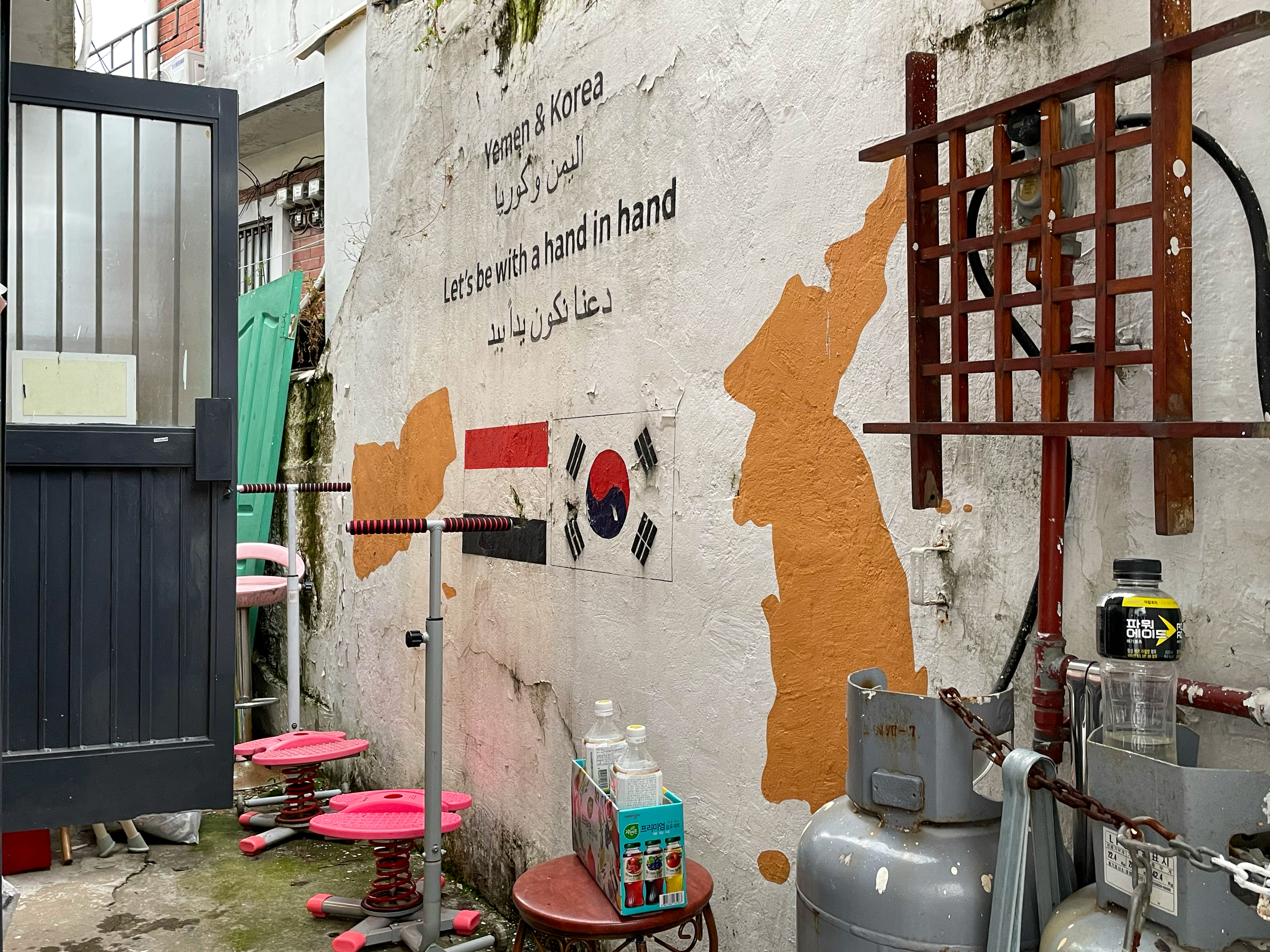
"اليمن وكوريا لنكن يداً بيد" فن الشارع في إتايوان

ارتفع عدد اللاجئين الفارين من الحرب الأهلية في اليمن بحثًا عن مأوى في جزيرة جيجو من خلال برنامج الإعفاء من التأشيرة بشكل سريع في عام 2018. لم يقدم أي يمني طلب وضع اللاجئ في جيجو في العام الأول من الحرب، وسبعة فقط قدموا طلبات في عام 2016، و42 طلبًا فقط في عام 2017، ولكن في عام 2018، ارتفع عدد الطلبات إلى حوالي 500. اعتبارًا من مايو 2018، طلب 942 أجنبيًا وضع اللاجئ في جيجو منهم 515 يمنيًا وفقًا لمكتب الهجرة في جيجو. ازدادت المخاوف الأمنية داخل الجزيرة إضافة إلى الاستقبال العدائي لطالبي اللجوء. مما يعكس الشعور العام السلبي، تم نشر عريضة على موقع البيت الأزرق على الإنترنت تطالب بطرد اللاجئين اليمنيين.

### برنامج الإعفاء من التأشيرة في جيجو
فر العديد من اللاجئين اليمنيين إلى ماليزيا أولاً، لأن ماليزيا تسمح بإقامة بدون تأشيرة لمدة ثلاثة أشهر. من بين البلدان القليلة التي لا تتطلب تأشيرات لليمنيين، كانت ماليزيا مفضلة كوجهة أولية، ويرجع ذلك في الغالب إلى أوجه التشابه الثقافي والديني المشترك. ومع ذلك، فإن ماليزيا ليست من الدول الموقعة على اتفاقية اتفاقية الأمم المتحدة للاجئين لعام 1951، وبالتالي تتجنب الالتزام القانوني بحماية حقوق النازحين. نظرًا لأن ماليزيا منعت اليمنيين من البقاء لفترة أطول، فقد انتقلوا إلى جزيرة جيجو من خلال برنامج الإعفاء من التأشيرة.  تم تقديم برنامج الإعفاء من التأشيرة في جيجو في 1 مايو 2002 كجزء من القانون الخاص بشأن تطوير مدينة جيجو العالمية (الكورية: 제주 특별 자치도 설치 및 국제 자유 도시 조성을 위한 특별법) لغرض تشجيع المزيد من السياح على الدخول إلى الجزيرة.

### ترتيبات الدخول الخاصة لجزيرة جيجو
يتم توفير ترتيبات الدخول الخاصة إلى جيجو لمواطني جميع البلدان غير المسموح لهم بالدخول بدون تأشيرة إلى كوريا. لمدة تصل إلى 30 يومًا، وتقتصر الشروط على أولئك الذين يصلون مباشرة إلى جزيرة جيجو عن طريق الرحلات الجوية أو السفن. في هذه الحالة، فإن المنطقة أو النطاق المسموح به للدخول الخاص يقتصر على جزيرة جيجو فقط. في ديسمبر 2017، بدأت شركة طيران آسيا رحلة مباشرة من ماليزيا إلى جيجو، والتي يشير الكثيرون إليها كعامل مساهم في زيادة طالبي اللجوء.

## الأحداث
في 1 يونيو 2018، استبعدت دائرة الهجرة الكورية اليمن من قائمة دول الإعفاء من التأشيرة وفرضت قيودًا على اللاجئين اليمنيين في جزيرة جيجو من شأنها منعهم من المغادرة إلى أجزاء أخرى من كوريا الجنوبية. ساعدت حكومة جزيرة جيجو اللاجئين اليمنيين في العثور على عمل في القطاعات التي تواجه نقص العمالة. قدمت دائرة الهجرة الكورية المساعدة الإنسانية وإدارة طلبات اللاجئين مع منع الهجرة اليمنية الإضافية. قال مكتب مقاطعة جيجو إنه سيبذل قصارى جهده لحماية مواطني جيجو مع تقديم المساعدة الإنسانية للاجئين اليمنيين.
وقع أكثر من 540,000 كوري جنوبي على عريضة إلى البيت الأزرق يطالبون فيها بتغييرات في سياسة الهجرة في كوريا الجنوبية.
في 12 يوليو 2018، تظاهر مئات الكوريين الجنوبيين ضد وجود اللاجئين اليمنيين في جزيرة جيجو.
في 2 أغسطس 2018، عقد المشرع تشو كيونغ تاي مؤتمرا لمناقشة إمكانية إلغاء قانون اللاجئين. ادعى تشو أنه يجب إلغاء سياسة الإعفاء من التأشيرة لأي أجنبي في جزيرة جيجو.
ندد المشرع لي أون جو باللاجئين في جزيرة جيجو ووصفهم بأنهم «مزيفون يبحثون عن وظائف وأموال» وعارض وجودهم.
في فبراير 2019، أُفتتح مطعم الوردة، أول مطعم يمني في جزيرة جيجو،  من قبل لاجئ يمني وزوجته الكورية الجنوبية.